# Plavi orkestar
Plavi orkestar (v bosenštině Modrý orchestr) je jedna z nejpopulárnějších skupin pocházejících z bývalé Jugoslávie. Byla založena v Sarajevu, významném kulturním centru Jugoslávie, v roce 1983 Sašou Lošićem aka Lošou, který je jejím hlavním zpěvákem a skladatelem. Skupina během svého působení natočila 8 alb, prodala 5 milionů desek a odehrála více než 1500 koncertů po celém světě.

## Historie a tvorba
Na začátku osmdesátých let v atmosféře výrazných sarajevských hudebních skupin Bijelo dugme, Indexi nebo Zabranjeno pušenje založil v roce 1981 teenager Saša Lošić skupinu Ševin orkestar. Jelikož už existovala skupina Ševa, rozhodl se ji o rok později přejmenovat na Plavi orkestar. Hudební tvorba pokračovala, v roce 1983 zpěvák Lošić a bratři Admir a Samir Ćeremidovi začali hrát s improvizovanými nástroji své písně ve sklepě na sarajevské Leninově ulici. Lošića v té době nadchla hudba Sex Pistols a jiných punkových skupin, přesto Plavi orkestar nikdy nepoužíval podobné melodie a slova. Skupina své koncerty obohacovala inovativními přístupy, zpěvák pil na pódiu místo alkoholu mléko, po pódiu chodili kohouti a krávy.
V zimě 1984/1985 nahráli první album Soldatski bal v záhřebském studiu SIM. Album obsahovalo mnoho hitů, například "Suada", "Odlazi nam raja", "Bolje biti pijan nego star" a jeho prodeje dosáhly 500 000 kopií. Texty písní vycházejí z Lošićových zážitků ze služby v armádě.
Druhé album Smrt Fašizmu bylo s prodeji 300 000 kopií v celé Jugoslávii méně úspěšné, nicméně i to stačilo na diamantové album. Obsahovalo hity "Fa, fa fašista nemoj biti ti (jerbo ću te ja draga ubiti)", "Puteru Puteru", "Sava Tiho Teče", "Zelene su bile oči te" a "Kad si sam druže moj".
V roce 1989 vydali další úspěšné album Sunce na prozoru s hity jako "Kaja", "Lovac i košuta" i "Proljeće".
Album Simpatija z roku 1991 bylo jejich poslední album vydané v SFRJ před jejím rozpadem. Války na území bývalé SFRJ donutily kapelu přerušit činnost. Na scénu se vrátila až v roce 1998, kdy vydala své vůbec nejprodávanější album LongPlay obsahující hity "Ako su to bile samo laži" a "Od rođendana do rođendana". O rok později vydali zatím poslední album Infinity se skladbami "Odlazim", "Devojka iz snova" i "Pijem da je zaboravim".
Po delší pauze začala skupina v roce 2009 znovu vystupovat, v současnosti pracuje na novém albu Revolucija, které mělo být vydáno na podzim roku 2010.

## Diskografie
1. Soldatski bal 1985
2. Smrt fašizmu 1986
3. Sunce na prozoru 1989
4. Simpatija 1991
5. Longplay 1998
6. Infinity 1999

Kompilace
1. Everblue 1 1996
2. Everblue 2 1996
3. The Ultimate Collection, (Croatia Records, 2007.)
4. The Platinum Collection, (City Records, 2007.)